# Cercle Brugge in het seizoen 2014/15
Hieronder staan de statistieken en wedstrijden van de Belgische voetbalploeg Cercle Brugge in het seizoen 2014-2015.

## Spelerskern
| Naam                | Positie | Nationaliteit  | Rugnummer | sinds                         | Contract tot |
| ------------------- | ------- | -------------- | --------- | ----------------------------- | ------------ |
| Thomas De Bie       | GK      | België         | 42        | 2014                          | 2017         |
| Miguel Vandamme     | GK      | België         | 16        | 2013                          | 2016         |
| Olivier Werner      | GK      | België         | 1         | 2014                          | 2017         |
| Pierre Bourdin      | V       | Frankrijk      | 15        | 2014                          | 2017         |
| Bart Buysse         | V       | België         | 4         | 2013                          | 2015         |
| Hans Cornelis       | V       | België         | 8         | 2009                          | 2015         |
| Dennes De Kegel     | V       | België         | 24        | 2014                          | 2016         |
| Noë Dussenne        | V       | België         | 3         | 2014                          | 2017         |
| Ismaila N'Diaye     | V       | Senegal        | 20        | 2014                          | 2016         |
| Stef Wils           | V       | België         | 6         | 2012                          | 2015         |
| Stipe Bačelić-Grgić | M       | Kroatië        | 10        | 2014                          | 2016         |
| Jinty Caenepeel     | M       | België         | 96        | 2015                          | 2015         |
| Jilke Deconinck     | M       | België         | 17        | 2013                          | 2016         |
| Gilles Dewaele      | M       | België         | 27        | 2014                          | 2014         |
| Faris Haroun        | M       | België         | 38        | 2014                          | 2015         |
| Mathieu Maertens    | M       | België         | 33        | 2013                          | 2017         |
| Maarten Martens     | M       | België         | 26        | 2015                          | 2017         |
| Tim Smolders        | M       | België         | 7         | 2012                          | 2015         |
| Karel Van Roose     | M       | België         | 28        | 2010                          | 2017         |
| Thibaut Van Acker   | M       | België         | 41        | 2013                          | 2016         |
| Stephen Buyl        | A       | België         | 40        | 2013                          | 2015         |
| Kristof D'haene     | A       | België         | 30        | 2010                          | 2015         |
| Aaron Dhondt        | A       | België         | 46        | 2014                          | 2016         |
| Joey Godee          | A       | Nederland      | 22        | jan 2013-juni 2013, juni 2014 | 2016         |
| Junior Kabananga    | A       | Congo-Kinshasa | 89        | 2013                          | 2015         |
| Albian Muzaqi       | A       | Nederland      | 9         | 2015                          | 2015         |
| Richard Sukuta-Pasu | A       | Duitsland      | 19        | 2014                          | 2017         |
| Sam Valcke          | A       | België         | 11        | 2014                          | 2016         |
| Ayron Verkindere    | A       | België         | 21        | 2014                          | 2016         |

### Uitgeleende spelers
- Thomas Goddeeris aan KM Torhout
- Niels Mestdagh aan VV Hamme
- Papa Sene aan KFC Oosterzonen
- Koenraad Hendrickx aan Woluwe-Zaventem
- Arne Naudts aan KMSK Deinze
- Alessio Staelens aan KMSK Deinze
- Jasper Ameye aan Sint-Eloois-Winkel Sport

## Transfers

### Transfers in het tussenseizoen (juni-augustus 2013)
IN :
- Sam Valcke (SK Londerzeel)
- Olivier Werner (RAEC Mons)
- Thomas De Bie (KV Mechelen)
- Richard Sukuta-Pasu (1. FC Kaiserslautern)
- Pierre Bourdin (Paris Saint Germain)
- Noë Dussenne (RAEC Mons)
- Stipe Bačelić-Grgić (Hajduk Split)

UIT:
- Michael Uchebo
- Ward Stubbe (KM Torhout)
- Arnar Vidarsson (assistent trainer Cercle Brugge)
- Jo Coppens (MW Maastricht)
- Joris Delle (OGC Nice)
- Gianni Van Landschoot (KM Torhout)
- Lukas Van Eenoo (KV Kortrijk)
- Nuno Reis (Sporting Lissabon)

### Transfers in de winterstop (januari 2015)
IN :
- Faris Haroun (vrije speler, aangekocht in november 2014)
- Albian Muzaqi (gehuurd van Racing Genk)
- Maarten Martens (gehuurd van PAOK Saloniki)
- Jinty Caenepeel (gehuurd van KAA Gent)

UIT:
- Frederik Boi (uitgeleend aan KFC Izegem)

## Technische staf

### Trainersstaf
- Hoofdtrainer : Dennis Van Wijk
- Assistent-trainers : Dennis Viane
- Fysiek trainer : Wim Langenbick
- Keepertrainer : Eric Deleu
- Technisch directeur: Sven Jacques

### Management
- CEO: Peter-Jan Matthijs
- Team manager : Frederic Vanden Bussche[1]

## Programma

### Oefenwedstrijden
| datum      | thuisploeg     | bezoekers       | score | doelpunten Cercle                                                                                          | opmerkingen                                                          |
| ---------- | -------------- | --------------- | ----- | --- | -------------------------------------------------------------------- |
| 21/06/2014 | SVV Damme      | Cercle          | 0-7   | Sukuta-Pasu 0-1, Buyl 0-2, 0-3, Van Roose 0-4, Bačelić-Grgić 0-5, Staelens 0-6, Smolders 0-7               |                                                                      |
| 25/06/2014 | KWS Oudenburg  | Cercle          | 0-10  | Van Eenoo 0-1, Kabananga 0-2, 0-4, 0-6, 0-7 Buyl 0-3,0-8 Van Acker 0-5, Verkindere 0-9, Bačelić-Grgić 0-10 |                                                                      |
| 28/06/2014 | KMSK Deinze    | Cercle          | 3-4   | Kabananga 0-1, Smolders 0-2, Bačelić-Grgić 0-3, Van Eenoo 2-4                                              | De match werd gespeeld op het veld van Zeveren Sportief              |
| 03/07/2014 | SDC Putten     | Cercle          | 0-6   | Valcke 0-1, Godee 0-2, 0-4, 0-6, Maertens 0-3, Sukuta-Pasu 0-5                                             |                                                                      |
| 04/07/2014 | Vitesse Arnhem | Cercle          | 1-1   | Wils 0-1                                                                                                   |                                                                      |
| 11/07/2014 | Cercle         | KV Mechelen     | 0-0   | | De match werd gespeeld op het veld van KFC Veldegem                  |
| 12/07/2014 | Cercle         | KSV Roeselare   | 3-0   | Cornelis 1-0, Dussenne 2-0, Smolders 3-0                                                                   | De match werd gespeeld op het veld van KFC Lichtervelde              |
| 16/07/2014 | Cercle         | KVC Westerlo    | 0-1   | | De match werd gespeeld in het gemeentelijk sportcentrum van Eernegem |
| 17/07/2014 | Cercle         | Eendracht Aalst | 0-2   | | De match werd gespeeld in het Bogaertstadion in Jabbeke              |
| 20/07/2014 | Cercle         | Al-Shabab       | 1-1   | Kabananga 1-0                                                                                              |                                                                      |

### competitiewedstrijden

#### Reguliere Competitie
| speeldag | datum      | thuisploeg              | bezoekers               | score | doelpunten                                                              | puntenaantal Cercle | opmerkingen |
| -------- | ---------- | ----------------------- | ----------------------- | ----- | ----------------------------------------------------------------------- | ------------------- | --- |
| 1        | 26/07/2014 | Cercle Brugge           | AA Gent                 | 0-0   |                                                                         | 1                   | |
| 2        | 02/08/2014 | KRC Genk                | Cercle                  | 1-1   | Bačelić-Grgić 1-0, Buffel 1-1                                           | 2                   | |
| 3        | 09/08/2014 | Cercle                  | KV Oostende             | 0-1   | Berrier 0-1                                                             | 2                   | |
| 4        | 15/08/2014 | Club Brugge             | Cercle                  | 1-1   | Castillo 1-0, Kabananga 1-1                                             | 3                   | |
| 5        | 24/08/2014 | Cercle                  | Sporting Lokeren        | 1-0   | Kabananga 1-0                                                           | 6                   | |
| 6        | 30/08/2014 | Royal Mouscron-Péruwelz | Cercle                  | 4-0   | Diaby 1-0, 4-0, Michel 2-0, Badri 3-0                                   | 6                   | |
| 7        | 13/09/2014 | Cercle                  | Sporting Charleroi      | 1-0   | Dussenne 1-0                                                            | 9                   | |
| 8        | 20/09/4024 | RSC Anderlecht          | Cercle                  | 3-2   | Mitrović 1-0, Buyl 1-1, Suárez 2-1, Najar 3-1, Kabananga 3-2            | 9                   | |
| 9        | 27/09/2014 | Cercle                  | KVC Westerlo            | 1-2   | Lecomte 0-1, Gounougbe 0-2(pen), Van Acker 2-1                          | 9                   | |
| 10       | 04/10/2014 | Waasland-Beveren        | Cercle                  | 1-0   | Vukusic 1-0                                                             | 9                   | Na deze wedstrijd werd Lorenzo Staelens ontslaan als coach.                                                                 |
| 11       | 18/10/2014 | Cercle                  | SK Lierse               | 1-2   | Masika 0-1, Sukuta-Pasu 1-1, Keita 1-2                                  | 9                   | |
| 12       | 25/10/2014 | SV Zulte Waregem        | Cercle                  | 1-2   | Bongonda 1-0, Kabananga 1-1, 1-2                                        | 12                  | |
| 13       | 29/10/2014 | Cercle                  | Standaard Luik          | 0-1   | Watt 0-1                                                                | 12                  | |
| 14       | 01/11/2014 | Cercle                  | KV Kortrijk             | 0-4   | de Mets 0-1, Marušić 0-2, 0-4, Matton 0-3                               | 12                  | Na deze wedstrijd bood Paul Vanhaecke zijn ontslag aan als voorzitter. Frans Schotte volgt hem op.                          |
| 15       | 08/11/2014 | KV Mechelen             | Cercle                  | 1-1   | Hanni 1-0, Kabananga 1-1                                                | 13                  | |
| 16       | 22/11/2014 | AA Gent                 | Cercle                  | 4-0   | Dejaegere 1-0, Raman 2-0, Depoitre 3-0, Pollet 4-0                      | 13                  | |
| 17       | 29/11/2014 | Cercle                  | Racing Genk             | 0-1   | Mboyo 0-1                                                               | 13                  | |
| 18       | 06/12/2014 | Sporting Lokeren        | Cercle                  | 0-0   |                                                                         | 14                  | |
| 19       | 13/12/2014 | Cercle                  | Royal Mouscron-Péruwelz | 2-1   | Kabananga 1-0, Diaby 1-1, Buyl 2-1                                      | 17                  | |
| 20       | 20/12/2014 | KV Oostende             | Cercle                  | 2-0   | Siani 1-0 (pen), Wilmet 2-0                                             | 17                  | |
| 21       | 27/12/2014 | Cercle                  | Waasland Beveren        | 1-0   | Buyl 1-0                                                                | 20                  | |
| 22       | 17/01/2015 | Sporting Charleroi      | Cercle                  | 0-2   | Caenepeel 0-1, Buyl 0-2                                                 | 23                  | |
| 23       | 25/01/2015 | Cercle                  | Club Brugge             | 0-3   | Izquierdo 0-1, 0-3 Gedoz 0-2                                            | 23                  | Voor de wedstrijd werd Frederik Boi gehuldigd voor zijn jarenlange spelerscarrière bij de vereniging.                       |
| 24       | 31/01/2015 | KVC Westerlo            | Cercle                  | 1-0   | Apau 1-0                                                                | 23                  | |
| 25       | 08/02/2015 | Cercle                  | RSC Anderlecht          | 0-2   | Vanden Borre 0-1, Defour 0-2                                            | 23                  | |
| 26       | 14/02/2015 | SK Lierse               | Cercle                  | 2-1   | Elgenawy 1-0, Kasmi 2-0, D'Haene 2-1                                    | 23                  | |
| 27       | 21/04/2015 | Cercle                  | SV Zulte Waregem        | 2-2   | Jørgensen 0-1, Cornelis (own) 0-2, Kabananga 1-2, Sukuta-Pasu (pen) 2-2 | 24                  | |
| 28       | 27/04/2015 | Standaard Luik          | Cercle                  | 1-0   | Faty 1-0                                                                | 24                  | |
| 29       | 7/03/2015  | KV Kortrijk             | Cercle                  | 1-0   | Chevalier 1-0                                                           | 24                  | |
| 30       | 15/03/2015 | Cercle                  | KV Mechelen             | 2-3   | Buyl 1-0, 2-0, Wolski 2-1, 2-3, Veselinović 2-2 (pen)                   | 24                  | Cercle moet Play-off III spelen. Na deze wedstrijd werd trainer Arnar Vidarsson ontslagen en vervangen door Dennis Van Wijk |

#### Play-off III
Cercle eindigde in de reguliere competitie op de vijftiende plaats, daarom krijgen ze bij de start van Play-off III drie punten voorsprong op de laatste van de reguliere competitie SK Lierse. 
| speeldag | datum      | thuisploeg | bezoekers | score | doelpunten                                                        | puntenaantal Cercle | opmerkingen |
| -------- | ---------- | ---------- | --------- | ----- | ----------------------------------------------------------------- | ------------------- | --- |
| 1        | 04/04/2015 | Cercle     | SK Lierse | 2-3   | D'Haene 1-0, Velikonja 1-1, Wanderson 1-2, Dewaele 2-2, Kasmi 2-3 | 3                   | |
| 2        | 10/04/2015 | SK Lierse  | Cercle    | 0-1   | D'Haene 0-1                                                       | 6                   | Er werden in deze wedstrijd overigens twee penalty's gemist. Karel Van Roose miste de eerste voor Cercle, nadien stopte Olivier Werner die van Lierse in twee keer. |
| 3        | 17/04/2015 | Cercle     | SK Lierse | 0-2   | Velikonja 0-1, Hafez 0-2                                          | 6                   | |
| 4        | 26/04/2015 | SK Lierse  | Cercle    | 3-1   | Martens 0-1, Hafez 1-1, Bensebaini 2-1, Diomandé 3-1              | 6                   | Cercle verliest Play-off III en degradeert naar tweede klasse. |

### Beker van België
| datum      | ronde              | thuisploeg                    | bezoekers          | score               | doelpunten | opmerkingen |
| ---------- | ------------------ | ----------------------------- | ------------------ | ------------------- | --- | --- |
| 24/09/2014 | 1/16 finale        | KFC Sporting Sint-Gillis-Waas | Cercle             | 1-7                 | Dusesnne 0-1, Sam Valcke 0-2, 0-3, Joey Godee 0-4, Stephen Buyl 0-5, 1-6, Van Osselaer 1-5(pen), Van Roose 1-7 | De wedstrijd werd gespeeld in het Freethielstadion in Beveren. |
| 2/12/2014  | 1/8 finale         | Cercle                        | KVV Coxyde         | 3-0 na verlengingen | Bourdin 1-0, D'Haene 2-0, Maertens 3-0                                                                         | De wedstrijd werd verplaatst naar dinsdag omdat in eerste instantie zowel Cercle als Club Brugge thuis speelden. Na een klacht van KV Kortrijk speelde Club Brugge toch op verplaatsing. |
| 17/12/2014 | 1/4 finale heen    | Sporting Charleroi            | Cercle             | 2-1                 | Fauré 1-0, 2-0, Smolders 2-1                                                                                   | |
| 21/01/2015 | 1/4 finale terug   | Cercle                        | Sporting Charleroi | 2-0                 | Muzaqi 1-0, Buyl 2-0                                                                                           | |
| 03/02/2015 | Halve finale heen  | Club Brugge                   | Cercle             | 5-1                 | Gedoz 1-0, Bačelić-Grgić 1-1, De Sutter 2-1, Vázquez 3-1, Izquierdo 4-1, Storm 5-1                             | |
| 11/02/2015 | Halve finale terug | Cercle                        | Club Brugge        | 2-3                 | Bolingoli 0-1, 1-3 De Fauw 0-2, Sukuta-Pasu 1-2, Buyl 3-2                                                      | Cercle is uitgeschakeld. |

-